# 兰伯茨贝格
兰伯茨贝格是德国莱茵兰-普法尔茨州的一个市镇。总面积3.66平方公里，总人口348人，其中男性173人，女性175人（2011年12月31日），人口密度95人/平方公里。